# Josep Nogué Massó
Josep Nogué Massó (Santa Coloma de Queralt, Catalunya, 19 de març del 1880 - Huelva, Andalusia, 23 d'agost del 1973) fou un pintor català.

## Biografia

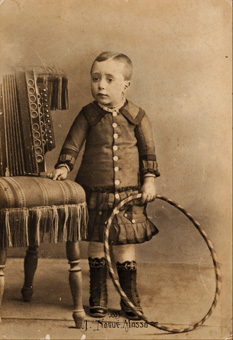
Josep Nogué Massó, l'any 1883

Josep Nogué Massó neix a Santa Coloma de Queralt el dia de St. Josep del 1880. Fill de Josep Nogué Rovira i de Carme Massó Gris. Tot i que només restà a la capital de la Baixa Segarra fins als 5 anys, Nogué viatjà freqüentment a la seva població natal i mantingué amistat amb algun dels pintors colomins contemporanis seus.

### Madrid
Per motius econòmics el 1885 la seva família es traslladà a la ciutat de Barcelona, tot i que només cinc anys després es tornaren a traslladar, aquest cop a Madrid. En aquesta ciutat és on Nogué començarà a formar-se com a artista i a realitzar les seves primeres obres. Durant la seva etapa madrilenya el pintor es formarà a la Reial Acadèmia de Belles Arts de San Fernando. Ingressà en aquesta institució l'any 1897. Durant aquesta època també treballà en un taller de reproduccions fotogràfiques i realitzà algunes còpies al Museo del Prado, sobretot de Josep de Ribera.

### Roma
El 1907 va obtenir per oposició la plaça de pensionat a l'Acadèmia Espanyola de Belles Arts a Roma, i en els anys posteriors tres qualificacions honorífiques pels seus enviaments anuals de pintures a l'oli.
Durant la seva estada a Roma va casar-se el 1908 amb María Vallejo Martínez. L'any 1913 va néixer la seva filla, María Virginia, i el 1914 va néixer el seu fill, José, i definitivament la seva carrera professional s'orienta com a pintor de l'aristocràcia romana. Val la pena de remarcar que el 1916 va pintar el papa Benet XV.

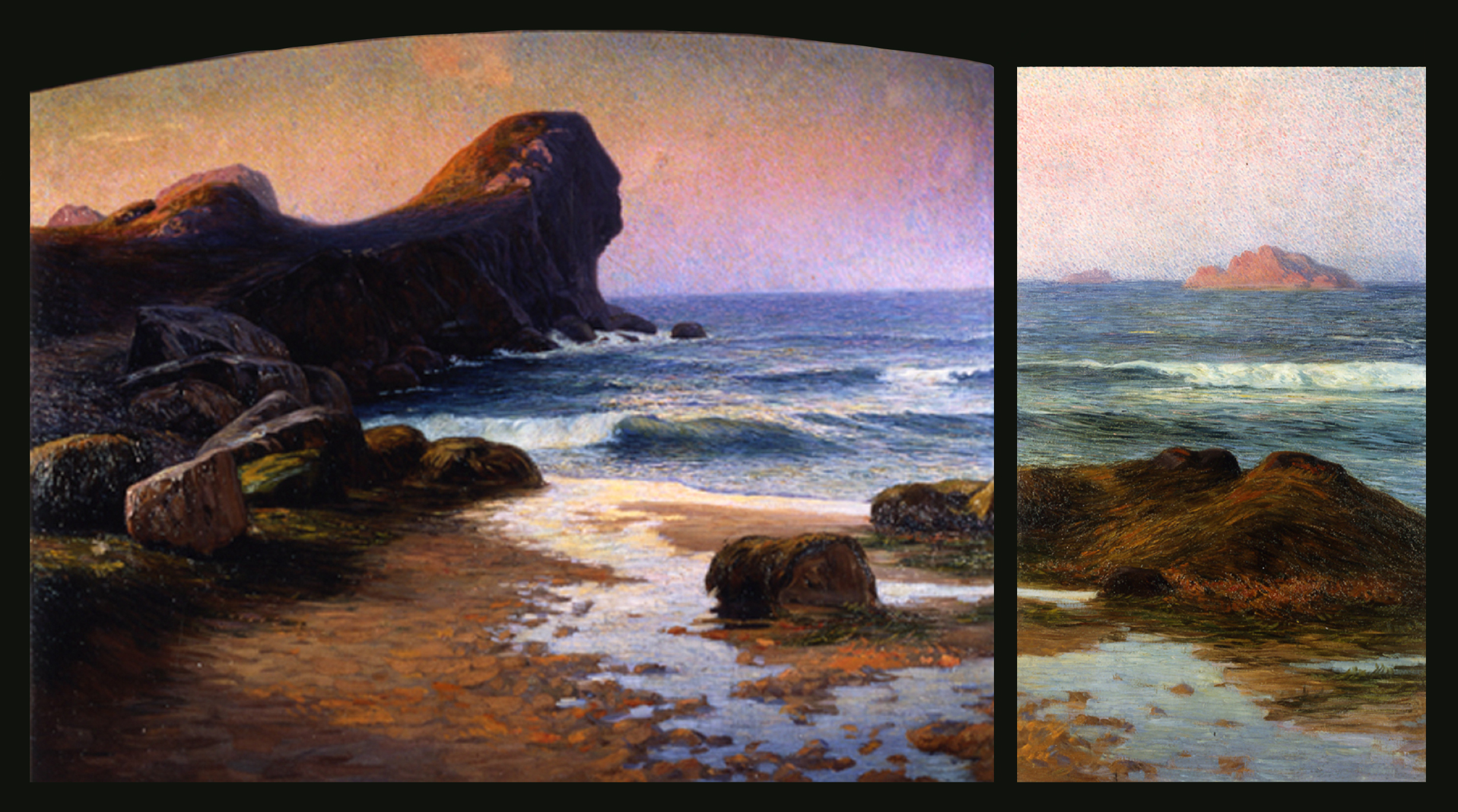
La esfinge de Roscoff de José Nogué Massó, realitzada el 1910

A Roma Nogué també va tenir l'oportunitat de perfeccionar els seus estudis de cant i de relacionar-se amb cantants lírics de l'època, com els catalans Francesc Viñas i Hipólito Lázaro o l'italià Mattia Battistini, així com amb personatges de gran fama com el compositor Pietro Mascagni. Mostres de l'amistat que l'unia amb algun d'aquests cantants són la realització de les seves úniques pintures murals de l'església de Santa Maria de Moià. Realitzades per encàrrec del fill de Francesc Viñas.
Va ser director interí de l'Acadèmia Espanyola de Belles Arts de Roma, testimoniant-li per això el Director d'aquesta, Excm. Sr. Senyor Josep Benlliure, en certificació de data 22 de juny de 1912. En nom de Benlliure va representar a la Societat de Pintors i Escultors de Madrid al Congrés Artístic Internacional, celebrat a Roma durant els mesos de juliol i Agost de 1911 i fou nomenat Membre del Comitè Permanent Internacional.
Josep Nogué retornà alguns cops al seu país d'origen, en un d'aquests viatges, el 1910 participà en la fundació de l'Associació de pintors i escultors de Madrid. En aquesta entitat i participaren artistes com Miquel Blay, Joaquim Sorolla i Bastida o Ignacio Zuloaga i Zabaleta entre d'altres.
A Itàlia va realitzar nombrosos retrats de personatges de l'alta societat italiana. Tal va ser la seva anomenada dins l'alta societat italiana que el mateix Sant Pare Pius X, que actualment es troba al Palau Episcopal de Saragossa.

### Jaén
A causa de la delicada situació política d'Itàlia va haver de tornar a Espanya el 1922. Aquest mateix any aprova les oposicions a la Càtedra de Dibuix de Jaén. A banda de dirigir l'Escola d'Arts i Oficis de la ciutat també desenvolupà una llarga trajectòria com a retratista de la societat civil de l'indret.
A Jaén van morir la seva primera esposa, Maria Vallejo, i els seus pares, Josep Nogué Rovira i Carme Massó Gris. Entre els seus alumnes de llavors van destacar després pintors com Rufino Martos, Luis Espinar o Pedro Márquez Montilla. El 1931 va ser nomenat director i restaurador del Museu Provincial de Jaén on desenvolupà una important tasca d'organització de la seu d'aquesta institució.

### Madrid II
El 1932 deixà la ciutat de Jaén i es traslladà per segona vegada a Madrid. On va casar-se per a la segona vegada el 1941 amb Carmen Gómez de qui enviudà el 1959. El pintor Nogué passà els anys de la Guerra Civil a la capital de l'Estat espanyol. Tot i les complicacions que visqué en aquest període l'artista seguí desenvolupant la seva carrera artística. Durant aquesta segona etapa a Madrid, Josep Nogué es formà part del Círculo de Bellas Artes. Durant l'any 1938 realitzà una sèrie de còpies de les pintures murals del Casón del Buen Retiro, obra de Luca Giordano.

### Barcelona
L'any 1942 Nogué demanà el trasllat de càtedra de Jaén a Barcelona, on acabarà exercint de professor a l'Escola de la Llotja, d'on es jubilarà el 1950. Són interessants de l'època barcelonina de Nogué les sobre el port de la ciutat. Aprofitant de Barcelona amb la seva localitat natal Nogué hi viatjà amb certa freqüència i fou en la capital de la Baixa Segarra on començà a dictar les seves Memòries.
Tot i l'edat, pintor Nogué encara seguia aprenent i ampliant els seus horitzons artístics, exemple d'això són les pintures que realitzà durant el maig del 1947 a l'església de Moià, sota el mecenatge de la família Viñes.
Acabant aquesta obra Nogué Massó començà a perdre la visió, segons els seus descendents per culpa de la seva passió per la representació de la llum solar en els seus quadres. Oficialment deixà la seva activitat pictòrica el 1950, tot i que l'any 1965 va presentar a l'exposició del Reial Cercle Artístic de Barcelona una obra titulada "Port de Barcelona".

### Últims anys
Els últims anys de la seva vida Nogué els passà en diferents indrets de la geografia andalusa envoltats pels seus familiars més directes. Com ja havia fet anteriorment visità en repetides ocasions les poblacions on restaven les seves arrels com Valls, Tarragona i la seva Vila natal Santa Coloma de Queralt. Una de les seves últimes exposicions fou una col·lectiva celebrada el 1965, només vuit anys abans de morir, a Santa Coloma de Queralt. Durant la Festa Major de la Vila Comtal i amb la participació d'altres artistes colomins.
Josep Nogué Massó morí a Huelva el 1973, i pel seu desig les seves restes van ser traslladades a Jaén, on reposen juntament amb els de la seva primera esposa i els seus pares. Josep Nogué i Massó encara resta dins la memòria col·lectiva de les poblacions on va vincular-se. Tant a Jaén com a Santa Coloma de Queralt hi ha carrers amb el seu nom. Per la seva gran vinculació a l'Escuela de Bellas Artes de Jaén, les administracions provincials decidiren canviar el nom de la institució i passà a dir-se oficialment Escuela de Bellas Artes José Nogué.

## Exposicions
Al llarg de la seva vida artística, va celebrar nombroses exposicions, tant col·lectives com individuals. La seva primera mostra col·lectiva fou el 1908, tot i que abans ja havia participat en alguna exposició Nacional i n'havia realitzat una d'individual a Barcelona, al Saló d'Octubre dels pensionats a Roma.
Exposicions individuals celebrades a l'estranger:
- Roma: 1914 Sala Giosi; el 1916 a Sta. Marinella, Lido di Santa Marinella i també a Studio Canova repetint el 1917, el 1918 a la Galleria Artistica i Casa d'Arte el 1923.
- Milà: El 1921 a la Galería Borgonuovo

Exposicions individuals les principals capitals espanyoles:
- Barcelona: s'inicià amb la seva primera exposició individual a la Sala Parés l'any 1904; el 1919 a les Galeries Laietanes i repetirà el 1923; el 1941 a la Sala Busquets repetint el 1951; el 1946 a les Galeries Pallarés i el 1950 a la Sala Rovira.
- Madrid: realitzà la seva primera exposició individual a Madrid l'any 1924 al Círculo de Bellas Artes, repetirà exposicions en aquesta institució durant els anys 1931; 1932 i 1936. Seguí amb mostres al Salón Cano els anys 1942; 1943; 1945; 1948; 1950; 1951 i 1954. El 1941 exposà a Casa Vilches i el 1957 al Cercle Català.
- Bilbao: a la capital basca, Nogué hi realitzà tres mostres individuals: el 1920 al Hall Majéstic Hotel; el 1936 a la Sala Delclaux i el 1948 a la Sala Alonso.

## Presència a museus
Obres seves estan als següents museus:
- Museu Provincial de Jaén
- Museu d'Art Modern de Tarragona
- Museu Provincial de Belles Arts de Badajoz
- Museu del Prado.

Entre les seves obres destaquen Nu masculí(1900),Muchacha con farol (1902) Calvario de Sagunto (1903), La esfinge de Roscoff (1910), "Retrato del escultor Josep Capuz" (1910), "Tierra franciscana" (1919), "Primavera en la Costa Azul" (1922) o "La Catedral de Jaén" (1924). Els cartons per la realització dels vitralls de la Capella Espanyola de Sant Joaquim (Roma) i els models pels vitralls del "Salón de Sesiones de la Excma. Diputación de Jaén". Dins la producció artística del pintor Nogué també hi trobem obra gràfica.

## Participació en Exposicions Nacionals de Belles Arts de Madrid
Josep Nogué Massó participà des de ben jove a les diferents Exposicions Nacionals de Belles Arts celebrades a Madrid, més concretament hi figurà en les següents edicions: 1897, 1901, 1904, 1906, 1910, 1912, 1915, 1917, 1920, 1922, 1924, 1926, 1929, 1930, 1932, 1934, 1936, 1941, 1942, 1943, 1944, 1945, 1948, 1950, 1952 i el 1954.
És curiós comprovar com metre que Nogué Massó residia a Roma pensionat, presentà obres també a les diferents Exposicions Nacionals de Madrid.

## Premis i reconeixements
Josep Nogué participà en nombroses exposicions individuals i col·lectives, en aquestes mostres fou premiat en les següents:
- 1895: Premi extraordinari de l'Escola Especial de Pintura, Escultura i Gravat per Sòcrates.
- 1898: Premi extraordinari de l'Escola Especial de Pintura, Escultura i Gravat per Dibuix d'estatua.
- 1899: Premi extraordinari de l'Escola Especial de Pintura, Escultura i Gravat per Dibuix del natural.
- 1904: Exposició Nacional de Belles Arts, Menció Honorífica per un retrat al pastel.
- 1906: Exposició Nacional de Belles Arts, Medalla de Tercera Classe pel seu retrat Una señora anciana.
- 1910: Exposició Nacional de Belles Arts, Medalla de Tercera Classe pel seu paisatge Los Apeninos
- 1912: Exposició Nacional de Belles Arts, Condecoració proposada pel Jurat pel seu oli Aldeanos Ciocianos.
- 1922: Exposició Nacional de Belles Arts, Medalla de Segona Classe pel seu oli Primavera en la Costa Azul.
- 1950: Premi Vizconde de Güell, pel seu gravat Campesina del Arenal.
- 1960: Exposició Nacional de Belles Arts, va rebre un premi especial "Medalla de Tercera Clase", en reconeixement de la seva carrera.

## Obres destacades
- La esfinge de Roscoff
- Tierra franciscana
- Muchacha con farol
- Calvario de Sagunto
- Autoretrat I
- Autoretrat II
- El tonto del pueblo

Altres obres de la producció artística de Josep Nogué Massó:

## 2013 Any Nogué
L'any 2013 van commemorar-se els quaranta anys de la mort del Josep Nogué i Massó a la ciutat natal de Santa Coloma de Queralt. Per aquest motiu des de l'Associació Cultural Baixa Segarra es va crear la Comissió de l'Any Nogué. Aquesta organització es va encarregar de la realització de les diferents activitats que van conformar el programa de l'Any Nogué.
Per tal de fer més conegut al gran públic la vida i obra del pintor Nogué es van realitzar una sèrie d'exposicions sobre diferents aspectes de l'artista. La primera titulada L'àlbum de Nogué va fer un repàs de fotografies de la vida de Josep Nogué. La següent mostra va comptar amb dos grans blocs, el primer L'època de Nogué hi van figurar artistes colomins des de 1880 i fins a 1960, la segona part d'aquesta mostra restarà amb la participació d'artistes colomins però actual. Per acabar una important retrospectiva  Josep Nogué, una trajectòria vital, en la qual es va repassar la vida personal de l'artista, relacionant-la amb les seves obres.
Dins la programació de l'Any Nogué també hi va figurar l'elaboració de diferents publicacions que complementant la informació de cada mostra i un seguit de conferències amb la mateixa finalitat.
L'Any Nogué es va inaugurar el mes de març del 2013 i es va cloure cloure al mateix mes de l'any 2014.